# Philipp Niewöhner
Philipp Niewöhner (* 9. September 1975 in Schiras) ist ein deutscher Christlicher und Byzantinischer Archäologe.

## Leben
Philipp Niewöhner, Sohn des Philosophiehistorikers Friedrich Niewöhner, studierte von 1997 bis 2001 in Heidelberg, Mainz und Thessaloniki (Erasmus). Nach dem Magister 2001 und der Promotion 2004 in Mainz bei Urs Peschlow war er von 2006 bis 2011 Referent an der Abteilung Istanbul des Deutschen Archäologischen Instituts. Anschließend war er von 2011 bis 2014 Dozent an der Universität Oxford. 2012 erfolgte seine Habilitation an der Universität Göttingen. Von 2012 bis 2016 war er Leiter der deutschen Ausgrabungen in Milet. Seit 2019 ist er im Rahmen eines DFG-Projekts Ikonoklasmus ohne Ikonen? wissenschaftlicher Mitarbeiter an der Universität Göttingen.

## Schriften (Auswahl)
- Aizanoi, Dokimion und Anatolien. Stadt und Land, Siedlungs- und Steinmetzwesen vom späteren 4. bis ins 6. Jahrhundert n. Chr. Reichert, Wiesbaden 2007, ISBN 978-3-89500-547-3 (Dissertation).
- Die byzantinischen Basiliken von Milet (=Milet. Ergebnisse der Ausgrabungen und Untersuchungen seit dem Jahre 1899 Band 1, 11). De Gruyter, Berlin 2016, ISBN 3-11-041688-3 (Habilitationsschrift).
- Byzantinische Bauskulptur und liturgische Ausstattung. Ein Handbuch. De Gruyter, Berlin 2021, ISBN 3-11-068852-2 (Rezension von Christine Strube).